# غرايم سميث (لاعب كرة قدم)
غرايم سميث (بالإنجليزية: Graeme Smith)‏ (3 أكتوبر 1982 في المملكة المتحدة - ) هو لاعب كرة قدم بريطاني في مركز حراسة المرمى. لعب مع سانت جونستون ونادي بارتيك ثيسل ونادي رينجرز ونادي سانت ميرين ونادي كيلمارنوك ونادي ستنهاوسموير ونادي كوينز بارك ونادي بيترهيد ‏.

## وصلات خارجية
- غرايم سميث على موقع قاعدة بيانات كرة القدم.إي يو (الإنجليزية)
- غرايم سميث على موقع Soccerbase.com (لاعب) (الإنجليزية)